# Кущовое (Ореховский район)
Кущовое (укр. Кущове) — село,
Новоивановский сельский совет,
Ореховский район,
Запорожская область,
Украина.
Код КОАТУУ — 2323985004. Население по переписи 2001 года составляло 191 человек.

## Географическое положение
Село Кущовое находится на расстоянии в 2 км от сёл Счастливое и Новоивановка.
По селу протекает пересыхающий ручей с запрудой.